# Neocompsa comula
Neocompsa comula là một loài bọ cánh cứng trong họ Cerambycidae.